# Вілла-Санта-Марія
Вілла-Санта-Марія (італ. Villa Santa Maria) — муніципалітет в Італії, у регіоні Абруццо,  провінція К'єті.
Вілла-Санта-Марія розташована на відстані близько 155 км на схід від Рима, 95 км на південний схід від Л'Аквіли, 50 км на південь від К'єті.

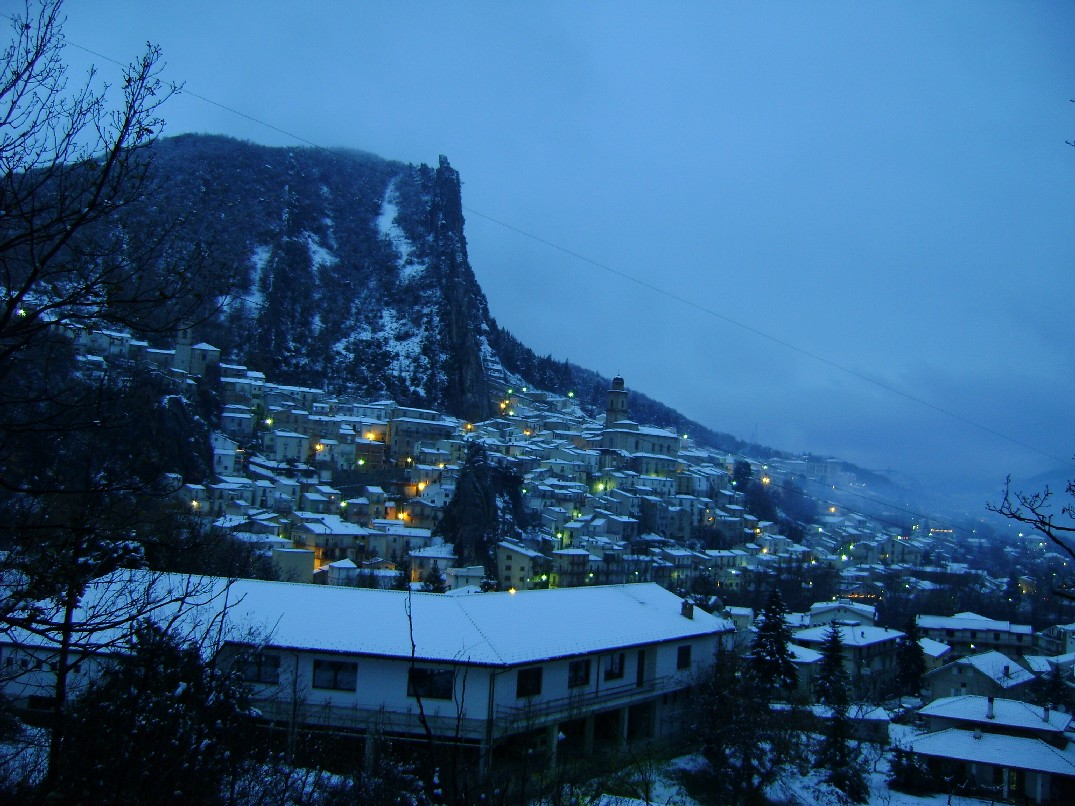

Населення — 1361 особа (2014).
Покровитель — святий Миколай.

## Демографія
Населення за роками:

Станом на 1 січня 2023 року в муніципалітеті офіційно проживало 40 іноземців з 13 країн, серед них 22 громадяни країн Євросоюзу.

## Сусідні муніципалітети
- Атесса
- Бомба
- Боррелло
- Колледімеццо
- Фалло
- Монтебелло-суль-Сангро
- Монтеферранте
- Монтелап'яно
- Пеннадомо
- П'єтраферраццана
- Ройо-дель-Сангро
- Розелло